# Justin Hawkins diskografi
Justin Hawkins diskografi omfattar bland annat tre studioalbum. För mer detaljerad information av The Darkness diskografi, se The Darkness diskografi.

## Studioalbum
| Utgivningsdatum  | Titel                              | Band         |
| ---------------- | ---------------------------------- | ------------ |
| 7 juli 2003      | Permission to Land                 | The Darkness |
| 28 november 2005 | One Way Ticket to Hell ...and Back | The Darkness |
| 9 februari 2009  | Red Light Fever                    | Hot Leg      |

## Singlar
| Utgivningsdatum   | Titel                                     | Band          |
| ----------------- | ----------------------------------------- | ------------- |
| 24 februari 2003  | Get Your Hands off My Woman               | The Darkness  |
| 16 juni 2003      | Growing on Me                             | The Darkness  |
| 22 september 2003 | I Believe in a Thing Called Love          | The Darkness  |
| 15 december 2003  | Christmas Time (Don't Let the Bells End)  | The Darkness  |
| 22 mars 2004      | Love Is Only a Feeling                    | The Darkness  |
| 15 augusti 2005   | This Town Ain't Big Enough for Both of Us | British Whale |
| 14 november 2005  | One Way Ticket                            | The Darkness  |
| 20 februari 2006  | Is It Just Me?                            | The Darkness  |
| 30 april 2006     | England                                   | British Whale |
| 22 maj 2006       | Girlfriend                                | The Darkness  |
| 15 december 2008  | I've Met Jesus                            | Hot Leg       |
| 2 mars 2009       | Cocktails                                 | Hot Leg       |

## Gästframträdanden
| Utgivningsår | Titel                                        | Band           | Album                            | Bidrag                   |
| ------------ | -------------------------------------------- | -------------- | -------------------------------- | ------------------------ |
| 2003         | Only Love                                    | The Wildhearts | The Wildhearts Must Be Destroyed | Kör                      |
| 2003         | Get Your Groove On                           | The Wildhearts | The Wildhearts Must Be Destroyed | Kör                      |
| 2004         | Do They Know It's Christmas?                 | Band Aid 20    |                                  | Sång, gitarr             |
| 2006         | Hell Raiser                                  | Def Leppard    | Yeah!                            | Sång                     |
| 2009         | Party All Day (F*ck All Night)               | Steel Panther  | Feel the Steel                   | Sång                     |
| 2009         | Hold On                                      | Saving Aimee   | We're the Good Guys              | Sång                     |
| 2009         | Music Again                                  | Adam Lambert   | For Your Entertainment           | Låtskrivare, gitarr      |
| 2010         | Count Me Out                                 | Foxy Shazam    | Foxy Shazam                      | Gitarr                   |
| 2010         | Los Angeloser                                | Meat Loaf      | Hang Cool Teddy Bear             | Kör                      |
| 2010         | Love is Not Real                             | Meat Loaf      | Hang Cool Teddy Bear             | Kör, gitarr, låtskrivare |
| 2010         | California Isn't Big Enough (Hey There Girl) | Meat Loaf      | Hang Cool Teddy Bear             | Låtskrivare              |
| 2010         | Giant Ballbag                                | Oaf            | Botheration                      | Gitarr                   |
| 2010         | It Was Our Idea                              | Al Murray      |                                  | Gitarr                   |
| 2010         | Sleeping With the Enemy                      | Mika Vanborg   | 2010                             | Gitarr                   |
| 2010         | More Than a Feeling                          | Night Seeker   | Fubar II                         | Sång                     |

## Producent
| Utgivningsdatum | Titel                       | Band         |
| --------------- | --------------------------- | ------------ |
| 9 februari 2009 | Red Light Fever             | Hot Leg      |
| 29 oktober 2009 | We're the Good Guys         | Saving Aimee |
| 24 januari 2012 | The Church of Rock and Roll | Foxy Shazam  |